# Irwin Shaw
Irwin Shaw, ursprungligen Irwin Gilbert Shamforoff, född 27 februari 1913 i Bronx i New York, död 16 maj 1984 i Davos i Schweiz, var en amerikansk författare. Hans förmodligen mest kända böcker är De unga lejonen (1948) och De fattiga och de rika (1969).

## Biografi
Irwin Shamforoff föddes i stadsdelen Bronx i New York. Föräldrarna var ryska judiska immigranter. Kort efter hans födelse flyttade familjen till stadsdelen Brooklyn och familjen bytte namn till Shaw.
1934 tog Shaw sin examen på Brooklyn College. Under collegetiden skrev han för skoltidningen. När han var 21 år gammal började han skriva pjäsmanuskript. Bland annat skrev han flera radiopjäser och flera episoder av radioversionen av den tecknade serien Dick Tracy.
Under andra världskriget tjänstgjorde Shaw i armén. 1948 publicerade han sin första roman, De unga lejonen, som baserades på erfarenheterna i Europa under andra världskriget. Romanen blev en stor succé.
Den andra romanen Stormvarning 1951 behandlade McCarthyismens uppkomst och renderade Shaw en svartlistning i Hollywood. Han blev falskeligen anklagad för att vara kommunist i "Red Channels" publikationer. 1951 flyttade Shaw därför till Europa och bodde där under 25 år (mestadels i Paris och Schweiz). Under dessa åren skrev han flera framgångsrika böcker så som Två veckor i en annan stad, Lucy Crown och De fattiga och de rika. Den senare blev också en mycket framgångsrik TV-serie 1976 med Peter Strauss och Nick Nolte i de ledande rollerna.
Hans roman Störtlopp spelades in som en TV-film om vinterolympiaden i Lake Placid 1980 med Wayne Rogers, Adrienne Barbeau och Sonny Bono i huvudrollerna.

## Pjäser
- Bury the dead (1936)
- Siege (1937)
- The Gentle People (1939)
- Retreat To Pleasure (1940)
- Son And Soldiers (1943)
- The Assassin (1945)
- The Survivors (1948)
- Children From Their Games (1963)

## Filmografi (urval)
- 1942 – Han kom om natten
- 1976 – De fattiga och de rika (TV-serie)